# Liebhaber Judit

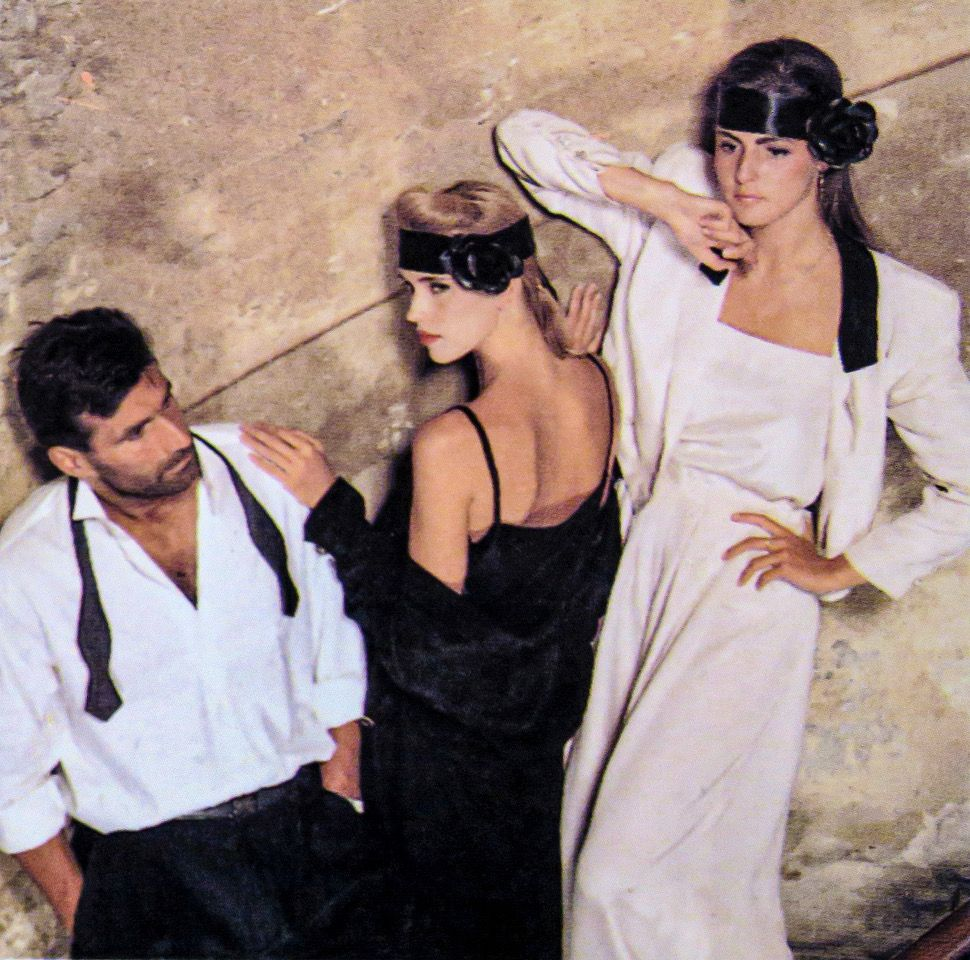
Tábori Iván, Liebhaber Judit és Prokopp Dóra

Liebhaber Judit (1970 –) magyar modell, manöken, műsorvezető.

## Élete
Szülei javaslatára lett modell, a pályán tizenéves korában indították el.
1988-ben végzett az Állami Artistaképző Intézet manöken- és fotómodell szakán. A rendszerváltás idején, amikor megnyíltak az országhatárok, külföldre bármikor kijuthatott. Megfordult Milánóban, New Yorkban, élt Los Angelesben, Párizsban és Tokióban is. 1990-ben indult Magyarország képviseletében a Los Angelesben megtartott 37 fős Supermodell döntőn, ahol bekerült az első tizenkettőbe, így került Amerikába.
Ügynökségek révén sorra kapta a munkákat, sikeres modell volt külföldön is. Naomi Campbell-lel és Claudia Schifferrel szerepelt bemutatókon, híres divattervezőkkel dolgozott, például mint Armani, Issey Miyake, Galliano. Harmincéves kora után is voltak munkái.
Számos reklámfilm mellett a Seiko világméretű kampányának reklámarca volt.
Két évig Los Angelesben élt családjával. 2000-ben költözött vissza Magyarországra.
A modellkedés után az RTL Klub, az AXN, a Filmmúzeum és a TV Paprika csatornáknál volt műsorvezető. 2021 márciusától a YouTube-on kísérhetik figyelemmel a nézők Erősebb Igen című online műsorában, ahol Judit bátor nőket kérdez életük sorsfordító állomásairól.
Állatbarát, és életében jelentős szerephez jut az Agility: kutyás ügyességi verseny, melyben már többszörös magyar válogatott.
Két fiúgyermeke van, Isti és Marci.

## Filmek
- Pirx pilóta visszatér – műsorvezető, Filmmúzeum (magyar riportfilm, 30 perc, 2007)
- Trendmánia – műsorvezető, RTL Klub
- Kalauz – műsorvezető, Filmmúzeum
- A nő – műsorvezető, Filmmúzeum
- Zoom – műsorvezető, AXN
- Casting – műsorvezető, TV Paprika
- Sajt sztori – szereplő (magyar ismeretterjesztő filmsorozat, 2008)
- Fagyi sztori – szereplő (magyar ismeretterjesztő filmsorozat, 2008)
- All In – szereplő (magyar ismeretterjesztő filmsorozat, 2008)
- Adjuk meg a módját! – szereplő (magyar ismeretterjesztő filmsorozat, 2008)